# Сергєєвське (Сафоновський район)
Сергєєвське (рос. Сергеевское) — присілок Сафоновського району Смоленської області Росії. Входить до складу Беленінського сільського поселення.
Населення — 4 особи (2007 рік). 